# Pribina
Pribina (Priuuinna, Priwina, Privina) byl první historicky známý nitranský kníže. V letech 825 až 833 byl posledním knížetem nezávislého Nitranského knížectví a asi od roku 840 prvním knížetem Blatenského knížectví, na území dnešního západního Maďarska. Za manželku měl pravděpodobně Bavorku.

## Život

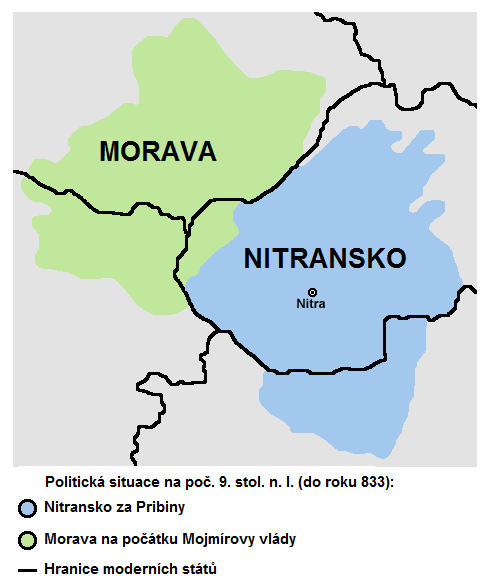

Někdy v letech 821/825 až 833/836 salcburský arcibiskup Adalram doprovázel franského krále Ludvíka Němce na jeho výpravě do Potisí proti Bulharům. Navštívil také Nitru a vysvětil tam první kostel (snad na Martinském vrchu v části Nitry zvané Chrenová), který dal Pribina postavit okolo roku 828, i když se předpokládá, že křesťanské jádro tu tvořily jen menší kolonie franských obchodníků. Jednalo se nejen o první křesťanský kostel na území Slovenska, ale také na celém území západních a východních Slovanů. Tento fakt dokládá, že Nitranské knížectví bylo již v té době známo a respektováno ve Franské říši. Není zcela jasné, jestli byl Pribina v dané době již křesťanem, ale dá se předpokládat, že byl pod vlivem své bavorské manželky a stykem s bavorským německým prostředím byl nakloněn křesťanské kultuře.
V roce 833 (nebo 836) se území Nitranského knížectví zmocnil Mojmír I., který tak dovršil sjednocení slovanských kmenů na území Moravy a Slovenska a vytvořil silný státní celek říše Velkomoravské. Podle Dušana Třeštíka byl Pribina podřízen moravskému knížeti, ale usiloval o osamostatnění.
Po porážce Pribina utekl do exilu ke správci franské Východní marky Ratbodovi a tam byl také na příkaz Ludvíka Němce v roce 837 v kostele sv. Martina v Traismaueri pokřtěn.
| „                                     | V této době přišel jakýsi Pribina, který byl vyhnán knížetem Moravanů Mojmírem, přes Dunaj k Ratbodovi. Ten ho ihned představil našemu panu králi Ludvíkovi a na jeho rozkaz byl vyučen ve víře a pokřtěn v chrámě sv. Martina v místě zvaném Traismauer, totiž v dvorci náležejícím k stolici solnohradské. | “ |
| — Obrácení Bavorů a Korutanců na víru | |   |

Tento fakt však nevylučuje možnost, že Pribina mohl být pokřtěn již předtím, avšak jiným způsobem (ponořením do vody, bez vyřeknutí křtící formule), který byl v té době používán některými misionáři. Tento způsob křtu však podle ustanovení biskupů z roku 796 nebyl považován za platný, což mohlo být příčinou nového křtu.

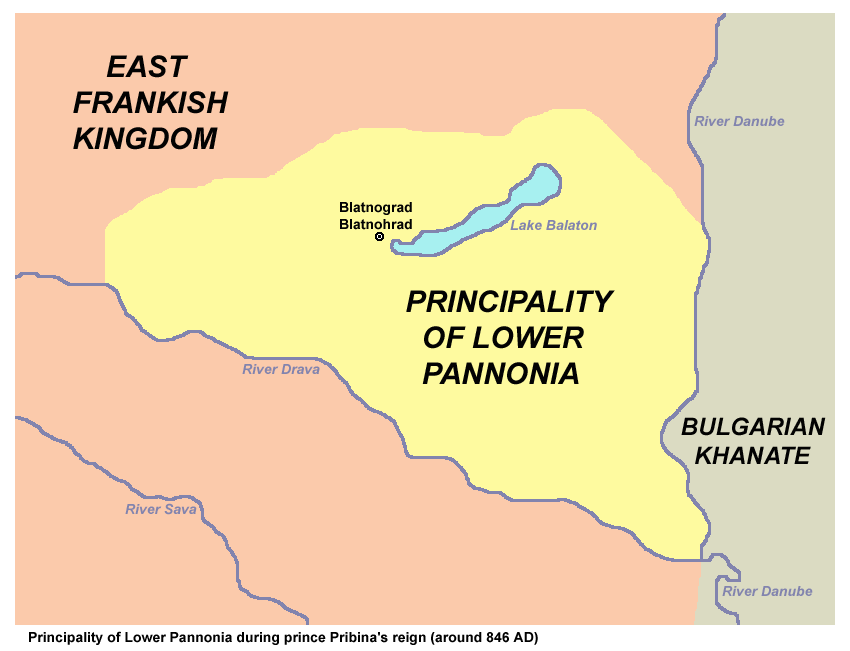

Po strávení jistého času u Ratboda vznikla mezi ním a Pribinou roztržka, která vedla k tomu, že Pribina byl spolu se svými lidmi a synem Kocelem přinucen přesunout se do Bulharska a později k Ratimírovi (vojvoda panonského Chorvatska). Ve stejném čase byl Ratbod vyslán na vojenskou výpravu proti Ratimírovi. Ratimír byl přinucen k útěku a Pribina musel ustoupit a překročil řeku Sávu. Tam ho přijal hrabě Salacho a smířil ho s Radbodem.
Na počátku 40. let 9. století, snad přímo roku 840 (či 842), obdržel Pribina od Ludvíka II. Němce jako beneficium část Dolní Panonie kolem řeky Zaly západně od Blatenského jezera. Postupně se toto území vyvinulo v jakési franské klientské knížectví pod Pribinovou vládou. Brzy po získání území začal s výstavbou nového centra zvaného Mosapurc či Blatnograd.
| „                                     | Když se však mezitím naskytla jakási příležitost, tu na prosbu věrných zmíněného krále propůjčil král Pribinovi jako beneficium jistou část dolní Panonie kolem řeky, která se nazývá Sála. On se tam tehdy usídlil a začal budovat v jakémsi bažinatém háji řeky Sály pevnost a shromažďovat ze všech stran lid a velmi se v oné zemi množit. ... Když pak zbudoval zmíněnou pevnost, postavil uvnitř nejprve kostel, který arcibiskup Liupram, když v té krajině zastával horlivě kněžský úřad a přišel do onoho hradu, vysvětil ke cti svaté bohorodičky Marie, a to v roce 850. | “ |
| — Obrácení Bavorů a Korutanců na víru | |   |

Pribina při této příležitosti podřídil Liupramovi svého kněze Dominika. Na Pribinovu prosbu později Liupram poslal ze Salcburku řemeslníky a umělce, kteří postavili kostel uvnitř Pribinova hradiska a kde byl pohřben mučedník Hadrián. Jednalo se o největší kostel tehdejší východní a střední Evropy.  V roce 860 král Ludvík Němec vydal listinu, kterou schválil a potvrdil darování pozemků, které Pribina věnoval klášteru v Niederalteichu. Listina také obsahuje výraz „Slougenzin Marcham“ (Slovenská Marka, ve smyslu Slovanská, jelikož v té době slovo Sloven znamenalo Slovan).
Pribina byl pravdepodobně zabit Moravskými Slovany v bojích mezi Ludvíkem II. Němcem a koalicí Rostislava a Karlomana, kteří byli v tu dobu ve spojenectví proti Ludvíku II. Němci, na jehož straně Pribina padl. Podrobnosti včetně místa pohřbení nejsou známy, Kalendárium významných událostí (G. Cruger) klade Pribinovo zabití Moravany k 6. červenci 861. Jeho knížectví zdědil syn Kocel.

## Původ jména Pribina
Původ jména Pribina může být různý, a to buď že je odvozeno z latinského slova privignus (což znamená nemanželský syn, levoboček), nebo že je slovanského původu. Historici se přiklánějí více k druhé možnosti a tvrdí, že jméno Pribina vzniklo buď ze slova pŕvina, což znamená prvorozený syn, první z rodu, nebo je jméno Pribiny odvozené od slova přibývat. Takovéto vysvětlení původu má své opodstatnění, protože Pribinovi v době, kdy byl nitranským knížetem, určitě přibývala moc, sláva, udatnost nebo území.

## Pribinovy slavnosti
V roce 1933 byly v Nitře při příležitosti 1100. výročí vysvěcení prvního kostela organizovány Pribinovy slavnosti (slovensky Pribinove slávnosti). Z oficiálního programu původně církevních oslav pražská vláda vyloučila účast slovenských autonomistů, mezi které patřil také předseda největší katolické organizace Spolku sv. Vojtěcha Andrej Hlinka. Po masové manifestaci slovenského lidu však promluvil z tribuny proti ideám čechoslovakizmu a popírání svébytnosti slovenského národa.
| „                         | Slováci už na úsvite dejín Slovanov mali svojho vladára Pribinu. Boli sme teda už vtedy národom slobodným, samobytným, svojráznym, národom kresťanskej a slovenskej kultúry. Kým iné národy slovanské v tých časoch nedospeli ešte k dostatočnej kresťanskej vzdelanosti, my, Slováci žili sme už ako národ kresťanský a slobodný. | “ |
| — A. Hlinka, 1933[zdroj?] | |   |

Pribinove slávnosti ve své době přispěly ke kompromitaci československé vlády před zahraničním tiskem i směrem k slovenskému národu.

## Pribina a současné Slovensko
V současnosti při příležitosti oslav vzniku Slovenské republiky propůjčuje prezident osobnostem, které se významně zasloužily o její hospodářský, sociální nebo kulturní rozvoj státní vyznamenání Pribinův kříž.
Pribina byl zobrazen na nejnižší ze série slovenských bankovek, které byly na Slovensku v platnosti až do zavedení eura v roce 2009. V roce 2011 vydala Národní banka Slovenska na jeho počest zlatou sběratelskou minci.